# Amtsgericht Lindau (Eichsfeld)

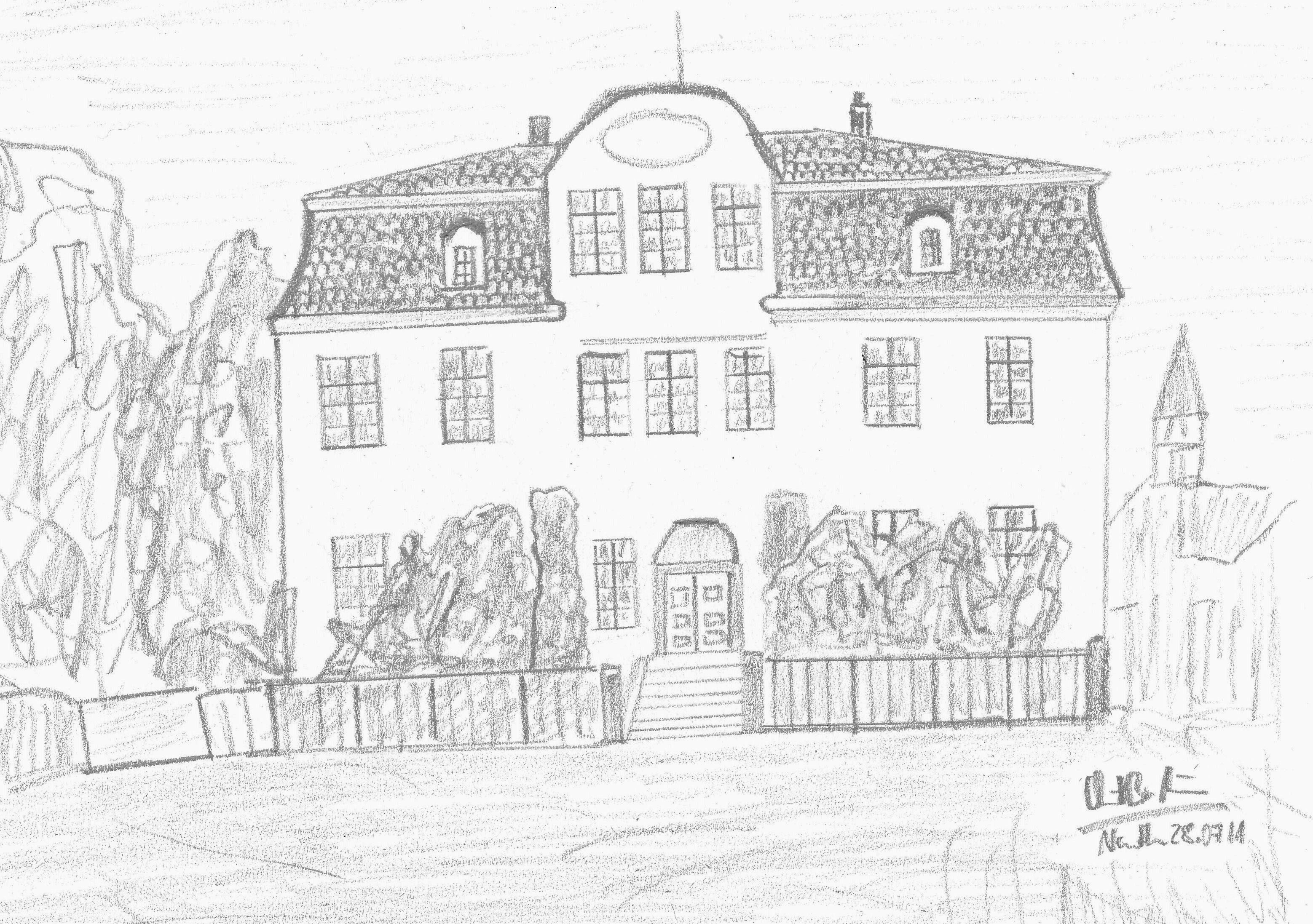
Gebäude des Amtsgerichtes

Das Amtsgericht Lindau (Eichsfeld) war ein Gericht der ordentlichen Gerichtsbarkeit in Lindau.
Nach der Revolution von 1848 wurde im Königreich Hannover die Rechtsprechung von der Verwaltung getrennt und die Patrimonialgerichtsbarkeit abgeschafft.
Das Amtsgericht wurde daraufhin mit der Verordnung vom 7. August 1852 die Bildung der Amtsgerichte und unteren Verwaltungsbehörden betreffend als königlich hannoversches Amtsgericht gegründet.
Es umfasste das Amt Lindau.
Das Amtsgericht war dem Obergericht Osterode untergeordnet. Es wurde 1859 aufgehoben und sein Gerichtsbezirk zwischen dem Amtsgericht Gieboldehausen und Amtsgericht Osterode aufgeteilt.